# Черняково (Тарногский район)
Черняково — деревня в Тарногском районе Вологодской области России.
Входит в состав Маркушевского сельского поселения, с точки зрения административно-территориального деления — в Маркушевский сельсовет.
Расстояние по автодороге до районного центра Тарногского Городка — 18 км, до центра муниципального образования Заречья — 5 километров. Ближайшие населённые пункты — Черепаниха, Кузнецовская, Криуля, Милогорская.
По переписи 2002 года население — 4 человека.